# John O'Shea
John Francis O'Shea (Waterford, 30 de abril de 1981) es un exfutbolista irlandés que jugaba de defensa. Su último equipo fue el Reading Football Club de Inglaterra. Desde julio de 2024 está sin club.

## Trayectoria

### Como jugador
Luego de completar su escolaridad en su ciudad natal, Waterford, y de formarse futbolísticamente en los clubes locales Ferrybank AFC y Bohemians, O'Shea viajó a Mánchester y se unió al Manchester United, después de pasar varios años viajando a esa ciudad para entrenarse en la academia. Firmó su primer contrato profesional con la institución inglesa a la edad de 17 años, y su debut profesional fue a los 19 frente al Aston Villa en el Villa Park. Fue cedido en condición de préstamo al AFC Bournemouth y al Royal Antwerp. Retornó a Manchester para formar parte del equipo titular que en la temporada 2002-2003. Salió campeón de la Premier League y se ganó el puesto mostrando versatilidad en las posiciones de defensa central, defensa lateral y centrocampista defensivo.
O'Shea debutó oficialmente en la selección mayor de Irlanda el 15 de agosto de 2001 frente a Croacia.
En la temporada 2004-2005 aparecieron rumores que lo vinculaban primeramente al Newcastle United y luego al Liverpool F. C.. Sin embargo, O'Shea permaneció en el Manchester United. Uno de los momentos más destacados de la campaña del Manchester en ese año fue la victoria de 4-2 frente al Arsenal, en la que O'Shea marcó el cuarto gol tras una genial jugada sobre el portero español Manuel Almunia.
Debido a la lesión que sufrió Gary Neville en la temporada 2005-06, O'Shea tuvo más oportunidades de formar parte del equipo titular del Manchester. En esa temporada fue criticado por sus poco destacadas actuaciones.
El 4 de febrero de 2007, durante un partido de liga frente al Tottenham Hotspur, O'Shea reemplazó en la portería a Edwin van der Sar luego de que éste tuviera que salir por una fractura de nariz, ya que el Manchester había realizado las tres sustituciones reglamentarias; por lo que no podía ingresar el portero sustituto. O'Shea realizó una parada frente a un remate de su compatriota Robbie Keane poco antes de finalizar el encuentro. Después de esto, la afición del Manchester cantó el irlandés número uno, en honor al jugador.
Un mes después se ganó el respeto de muchos hinchas del Manchester al anotar un gol en tiempo suplementario que le dio la victoria al equipo frente al Liverpool en el mítico Anfield Road. Este gol fue importante en la campaña por la Premier League 2006-07, que finalmente terminó en manos del Manchester.
John O'Shea tuvo una efectividad de disparo de 100% y anotó con el 80% de sus tiros en la temporada 2006-2007. El 23 de noviembre de 2007 extendió su contrato con el club hasta el 2012. En la temporada 2007-2008, el Manchester usó a O'Shea como delantero de emergencia, ya que el club contaba con una gran cantidad de lesionados en esa posición. Tras ocupar dicha posición, O'Shea obtuvo la distinción de haber jugado en todas las posiciones con el Manchester United. Era uno de los jugadores más utilizados por Alex Ferguson.
En julio de 2011, O'Shea se marchó al Sunderland A. F. C. de la Premier League, siguiendo los pasos de su compañero de equipo Wes Brown.
El 6 de junio de 2018, O'Shea acordó los términos de un contrato de un año con el club Reading F. C. de la E. F. L. Championship. Se vincularía con su compatriota David Meyler, que había firmado para el club Berkshire un día antes. El 30 de abril de 2019, día en que cumplía 38 años, anunció su retiro como futbolista al terminar la temporada.

#### Selección nacional
Fue internacional con la selección de fútbol de Irlanda, jugó 118 partidos internacionales y anotó 3 goles.

##### Participaciones internacionales
| Torneo        | Sede              | Resultado        |
| ------------- | ----------------- | ---------------- |
| Eurocopa 2012 | Polonia y Ucrania | Primera fase     |
| Eurocopa 2016 | Francia           | Octavos de final |

### Como entrenador
Después de retirarse como jugador en julio de 2019, se unió al equipo técnico del Reading donde permaneció hasta junio de 2021. En abril de 2020 fue nombrado asistente técnico de la selección sub-21 de Irlanda bajo la dirección de Jim Crawford.
El 22 de febrero de 2023 fue nombrado segundo entrenador de la selección de Irlanda, bajo la dirección de Stephen Kenny. Se fue en noviembre de 2023 después de que terminara el contrato de Kenny. Cuando Wayne Rooney fue nombrado entrenador del Birmingham City en octubre de 2023, se unió a su personal como entrenador del primer equipo. Se fue de mutuo acuerdo a petición propia unos días después del despido de Rooney en enero de 2024.
El 28 de febrero de 2024, fue oficializado como técnico interino de Irlanda para los amistosos de marzo contra Bélgica y Suiza, mientras la FAI continuaba con su búsqueda de un entrenador permanente. El 10 de julio fue reemplazado por Heimir Hallgrímsson.

## Clubes

### Como jugador
| Club                         | País       | Año       |
| ---------------------------- | ---------- | --------- |
| Manchester United F. C.      | Inglaterra | 1999-2011 |
| AFC Bournemouth (cedido)     | Inglaterra | 2000      |
| Royal Antwerp F. C. (cedido) | Bélgica    | 2001      |
| Sunderland A. F. C.          | Inglaterra | 2011-2018 |
| Reading F. C.                | Inglaterra | 2018-2019 |

### Como entrenador
| Club                 | País    | Año  |
| -------------------- | ------- | ---- |
| Selección de Irlanda | Irlanda | 2024 |

## Palmarés

### Campeonatos nacionales
| Título           | Club                    | País       | Año  |
| ---------------- | ----------------------- | ---------- | ---- |
| Premier League   | Manchester United F. C. | Inglaterra | 1999 |
| FA Cup           | Manchester United F. C. | Inglaterra | 1999 |
| Premier League   | Manchester United F. C. | Inglaterra | 2000 |
| Premier League   | Manchester United F. C. | Inglaterra | 2001 |
| Premier League   | Manchester United F. C. | Inglaterra | 2003 |
| Community Shield | Manchester United F. C. | Inglaterra | 2003 |
| FA Cup           | Manchester United F. C. | Inglaterra | 2004 |
| Copa de la Liga  | Manchester United F. C. | Inglaterra | 2006 |
| Premier League   | Manchester United F. C. | Inglaterra | 2007 |
| Community Shield | Manchester United F. C. | Inglaterra | 2007 |
| Premier League   | Manchester United F. C. | Inglaterra | 2008 |
| Community Shield | Manchester United F. C. | Inglaterra | 2008 |
| Copa de la Liga  | Manchester United F. C. | Inglaterra | 2009 |

### Campeonatos internacionales
| Título                       | Club                    | País       | Año     |
| ---------------------------- | ----------------------- | ---------- | ------- |
| Liga de Campeones de la UEFA | Manchester United F. C. | Inglaterra | 1998-99 |
| Copa Intercontinental        | Manchester United F. C. | Inglaterra | 1999    |
| Liga de Campeones de la UEFA | Manchester United F. C. | Inglaterra | 2007-08 |
| Copa Mundial de Clubes       | Manchester United F. C. | Inglaterra | 2008    |

### Distinciones individuales
| Distinción                                            | Año  |
| ----------------------------------------------------- | ---- |
| Premio Denzil Haroun al Mejor Jugador Reserva del Año | 2002 |
| Futbolista Irlandés del año de la FAI                 | 2014 |